# スコット郡 (ケンタッキー州)

ケンタッキー州内の位置

スコット郡（Scott County）は、アメリカ合衆国ケンタッキー州にある郡である。人口は5万7155人（2020年）。郡庁所在地はジョージタウンである。この郡はケンタッキー州知事チャールズ・スコット (在任1808年-1812年|12年) の名を取って命名された。

## 地理
アメリカ合衆国統計局によると、この郡は総面積739 km2 (285 mi2) である。このうち737 km2 (285 mi2) が陸地で1 km2 (1 mi2) が水地域である。総面積の0.20%が水地域となっている。

### 隣接する郡
- グラント郡  (北)
- ハリソン郡  (北東)
- バーボン郡  (東)
- ファイエット郡  (南東)
- ウッドフォード郡  (南西)
- フランクリン郡  (西)
- オーエン郡  (北西)

## 人口動勢
2000年国勢調査で、この郡は人口33,061人、12,110世帯、及び8,985家族が暮らしている。人口密度は45/km2 (116/mi2) である。18/km2 (46/mi2) の平均的な密度に12,977軒の住宅が建っている。この都市の人種的な構成は白人91.94%、アフリカン・アメリカン5.35%、先住民0.26%、アジア0.50%、太平洋諸島系0.01%、その他の人種0.82%、及び混血1.13%である。ここの人口の1.61%はヒスパニックまたはラテン系である。
この郡内の住民は26.30%が18歳未満の未成年、18歳以上24歳以下が11.80%、25歳以上44歳以下が32.60%、45歳以上64歳以下が20.40%、及び65歳以上が8.90%にわたっている。中央値年齢は32歳である。女性100人ごとに対して男性は95.80人である。18歳以上の女性100人ごとに対して男性は90.70人である。
この郡内の世帯ごとの平均的な収入は47,081米ドルであり、家族ごとの平均的な収入は54,117米ドルである。男性は40,604米ドルに対して女性は25,767米ドルの平均的な収入がある。この郡の一人当たりの収入 (per capita income) は21,490米ドルである。人口の8.80%及び家族の7.30%は貧困線以下である。全人口のうち18歳未満の11.00%及び65歳以上の12.10%は貧困線以下の生活を送っている。

## 都市及び町
- ジョージタウン（郡庁所在地）
- Sadieville
- Stamping Ground